# Општине Словеније
Према Уставу Репубике Словеније, општина (словен. občina) је самоуправна локална заједница (тј. јединица локалне самоуправе), која обухвата подручје једног или више насеља која су повезана заједничким потребама и интересима становника. По словеначком Закону о локалној самоуправи, општина мора имати најмање 5.000 становника, али има и оних које због географских, пограничних, националних, историјских или привредних разлога имају тај положај и звање иако имају мање од 5.000 становника.
Градске општине: У послове општине спадају послови локалног значаја које општина може обављати самостално и који се тичу само становника општине. Град може добити статус градске општине ако има више од 10.000 становника и представља географско, привредно и културно средиште подручја у коме се налази. Међутим тај статус може добити и општина због историјских разлога. На градску општину држава може пренети послове из своје надлежности, а који утичу на развој града.
Званични језик: У свим општинама Словеније званични језик је Словеначки језик. Мађарски језик је други званични језик у 3 општине Прекомурја (Лендава, Добровник, Ходош), а италијански у 3 општине Словеначког приморја (Копар, Пиран, Изола).

## Списак општина
Словенија је од 2011. године подељена на 211 општина, међу којима њих 11 има статус градске општине (означене са масним словима). Пре тога важила је подела од средине 2006. према којој је било 210 општина. Додата општина је  општина Мирна.
| - Ајдовшчина - Анкаран - Апаче - Белтинци - Бенедикт - Бистрица об Сотли - Блед - Блоке - Бовец - Боровница - Бохињ - Брасловче - Брда - Брежице - Брезовица - Велење - Велика Полана - Велике Лашче - Вержеј - Видем - Випава - Витање - Водице - Војник - Вранско - Врхника - Вузеница - Горења Вас-Пољане - Горишница - Горје - Горња Радгона - Горњи Град - Горњи Петровци - Град - Гросупље - Дестрник - Дивача - Добје - Добрепоље - Доброва-Полхов Градец - Добровник - Дол при Љубљани - Долењске Топлице - Домжале - Дорнава - Дравоград - Дуплек - Жалец - Железники - Жетале - Жири - Жировница - Жужемберк | - Заврч - Загорје об Сави - Зрече - Иванчна Горица - Иг - Идрија - Изола - Илирска Бистрица - Језерско - Јесенице - Јуршинци - Камник - Канал об Сочи - Кидричево - Кобарид - Кобиље - Козје - Комен - Коменда - Копар - Костањевица на Крки - Костел - Кочевје - Крањ - Крањска Гора - Крижевци - Кршко - Кузма - Кунгота - Лашко - Ленарт - Лендава - Литија - Ловренц на Похорју - Лог-Драгомер - Логатец - Лошка Долина - Лошки Поток - Луковица - Луче - Љубно - Љубљана - Љутомер - Марибор - Мајшперк - Марковци - Медводе - Межица - Менгеш - Метлика - Миклавж на Дравскем пољу - Мирен - Костањевица - Мирна - Мирна Печ | - Мислиња - Мозирје - Мокроног-Требелно - Моравске Топлице - Моравче - Мурска Собота - Мута - Назарје - Накло - Нова Горица - Ново Место - Одранци - Оплотница - Ормож - Осилница - Песница - Пивка - Пиран - Подвелка - Подлехник - Подчетртек - Ползела - Пољчане - Постојна - Преболд - Преваље - Преддвор - Птуј - Пуцонци - Равне на Корошкем - Раденци - Радече - Радовљица - Радље об Драви - Разкрижје - Раче-Фрам - Ренче-Вогрско - Речица об Савињи - Рибница - Рибница на Похорју - Рогатец - Рогашка Слатина - Рогашовци - Руше - Света Ана - Свети Андраж в Словенских Горицах - Света Тројица в Словенских Горицах - Свети Јуриј в Словенских Горицах - Свети Јуриј об Шчавници - Свети Томаж - Севница - Сежана | - Селница об Драви - Семич - Словенска Бистрица - Словенске Коњице - Словењ Градец - Содражица - Солчава - Средишче об Драви - Старше - Стража - Табор - Тишина - Толмин - Трбовље - Требње - Тржич - Трзин - Трновска Вас - Турнишче - Хајдина - Ходош - Хорјул - Хоче-Сливница - Храстник - Хрпеље-Козина - Цанкова - Церквењак - Церкље на Горењскем - Церкница - Церкно - Цеље - Циркулане - Чреншовци - Чрна на Корошкем - Чрномељ - Шаловци - Шемпетер - Вртојба - Шентиљ - Шентјернеј - Шентјур - Шентруперт - Шенчур - Шкофја Лока - Шкофљица - Шкоцјан - Шмарје при Јелшах - Шмарјешке Топлице - Шмартно об Паки - Шмартно при Литији - Шоштањ - Шторе |

## Друге подручне јединице
Осим на општине, као јединице локалне самоуправе, Словенија је подељена и на 58 управних јединица које обављају послове државне управе и не задиру у самоуправне послове општина.
Иако законски нигде није уређено, Словенија је подељена и на покрајине (у географском смислу), односно на регије или области. Тако је за потребе државне статистике држава подељена на 12 регија.
Устав Републике Словеније допушта шире самоуправне заједнице, односно покрајине, на које пак држава може пренети неке послове из свог делокруга.

## Додатно погледати
- Списак градова у Словенији
- Статистичке области Словеније